# Thunder (canção de Jessie J)
"Thunder" é uma canção da cantora britânica Jessie J, gravada para o seu segundo álbum de estúdio Alive. Foi escrita pela própria com o auxílio de Claude Kelly, Tor Erik Hermansen, Benjamin Levin e Mikkel Storleer Eriksen, sendo que a produção ficou a cargo de Stargate e Benny Blanco. A música foi lançada a 6 de Dezembro de 2013 em formato digital através da Universal Republic, servindo como terceiro single do disco.

## Faixas e formatos
| Descarga digital |                                |         |  |
| N.º              | Título                         | Duração |  |
| 1.               | "Thunder" (Full Crate Remix)   | 4:37    |  |
| 2.               | "Thunder" (Erik Arbores Remix) | 5:12    |  |
| 3.               | "Thunder" (Erik Arbores Dub)   | 5:12    |  |
| 4.               | "Thunder" (Instrumental)       | 3:33    |  |

## Desempenho nas tabelas musicais

### Posições
| Tabela musical (2013)            | Melhor posição |
| -------------------------------- | -------------- |
| Austrália - ARIA Singles Chart   | 100            |
| Escócia - Scottish Singles Chart | 16             |
| Irlanda - IRMA                   | 55             |
| Reino Unido - UK Singles Chart   | 18             |

## Histórico de lançamento
| País        | Data                  | Formato          | Editora discográfica     |
| ----------- | --------------------- | ---------------- | ------------------------ |
| Reino Unido | 6 de Dezembro de 2013 | Descarga digital | Lava, Universal Republic |